# Ян Моняк
Ян Болесла́в Мо́няк (пол. Jan Bolesław Moniak, *2 жовтня 1898, Тисмениця, Королівство Галичини та Володимирії, Австро-Угорщина — †15 липня 1943, Люблін, Генеральна губернія, Третій Рейх) — польський футболіст, футбольний арбітр та спортивний функціонер.

## Спортивна кар’єра
Народився 1898 року в містечку Тисмениця неподалік Станиславова. У молоді літа захопився спортом. Після прибуття на службу до Любліна у 1920-х роках виступав на позиції голкіпера за найсильніший місцевий футбольний колектив ВКС (пізніше ВКС «Унія»). У складі цього армійського клубу, як переможця регіональної першості Люблінського воєводства, в 1922 і 1923 роках виступав у фінальних турнірах Чемпіонату Польщі. 
Після закінчення кар’єри гравця тривалий час аж до вибуху Другої світової війни обіймав посаду керівника футбольної секції ВКС «Унія». Займався футбольним арбітражем. В 1932 році у статусі арбітра обслуговував матчі Польської ліги. Певний час виконував обов’язки тренера збірної Люблінського окружного футбольного союзу. Обіймав посаду спортивного інструктора при міському магістраті Любліна.